# Martin Heusel
Martin Heusel, auch Hans-Martin Heusel (* 3. Dezember 1927 in Kirchbrombach im Odenwaldkreis; † 12. Oktober 2021) war ein deutscher evangelischer Pfarrer und Kirchenpolitiker.

## Leben
Nach dem Studium der Theologie an den Universitäten in Tübingen, Bonn und Mainz wurde Martin Heusel im Jahre 1951 in Rodheim an der Biber ordiniert und erhielt eine Stelle als Pfarrer in Osthofen. 
1971 wurde er in das Amt des Theologischen Referenten für „Besondere seelsorgerliche Dienste“ in der Kirchenverwaltung berufen und als Oberkirchenrat 1978 stellvertretender Leiter der Kirchenverwaltung und Abteilungsleiter „Kirchliche Praxis“.
In den Jahren von 1985 bis 1993 war er stellvertretender Kirchenpräsident der Evangelischen Landeskirche Hessen-Nassau und damit engster Mitarbeiter des Kirchenpräsidenten Helmut Spengler.
In dieser Funktion veröffentlichte er 1985 eine Analyse über den Umgang mit Homosexualität in der Kirche und nahm dabei Bezug auf eine Stellungnahme der Evangelischen Kirche im Rheinland aus dem Jahr 1970 und stellte fest, dass es nicht möglich sei, die grundsätzliche Ablehnung der Homosexualität biblisch zu begründen und folgerte, dass es auch keine prinzipiellen theologischen Argumente gegen homosexuelle Pfarrerinnen und Pfarrer gebe. 
Mit diesem Beitrag wurde ein Konsultationsprozess in Gang gesetzt, der 2002 die Segnung gleichgeschlechtlicher Paare möglich machte und 2013 diese Segnung mit der kirchlichen Trauung gleichstellte.
Zu Beginn der 1990er Jahre war er Vorsitzender der Perspektivkommission, deren Schrift „Person und Institution“ Grundlagen für Reformschritte bis in die heutige Zeit bildet.
Zu seinem 90. Geburtstag am 3. Dezember 2017 würdigte der damalige Kirchenpräsident Volker Jung den Jubilar als „einen der Pioniere der Kirchenreformen, die noch heute unsere kirchliche  Arbeit prägen“.
In seinem Nachruf bezeichnete Kirchenpräsident Jung den Verstorbenen als „bedeutenden theologischen Vordenker und wichtigen Wegbereiter von Reformschritten in der EKHN“. „Dass die EKHN als eine der ersten Kirchen zu dieser Position (...Haltung der evangelischen Kirche zur Homosexualität) gefunden habe, gehöre mit zu seinen Verdiensten“.